# دكتور فاوستس (مسرحية)
الدكتور فوستوس (بالإنجليزية: The Tragical History of the Life and Death of Doctor Faustus)‏ أو التاريخ المأساوي لحياة وموت الدكتور فوستوس، وتسمى اختصاراً الدكتور فوستوس، وهي مسرحية مأساوية إليزابيثية بقلم كريستوفر مارلو، تستند إلى قصص ألمانية حول شخصية فاوست والتي تم انجازها لأول مرة في الفترة ما بين 1588 ووفاة مارلو في 1593 وبعد عدة سنوات تم نشر اثنين من الإصدارات المختلفة للمسرحية في العصر اليعقوبي.
وقد كان للأساطير تأثير قوي في الإنجازات المبكرة للمسرحية بظهور الشياطين الفعلية على خشبة المسرح أثناء الأداء «وسبب ذهول كبير لكل من الممثلين والمتفرجين»، وهو مشهد قيل أنه دفع بعض المتفرجين إلى الجنون.

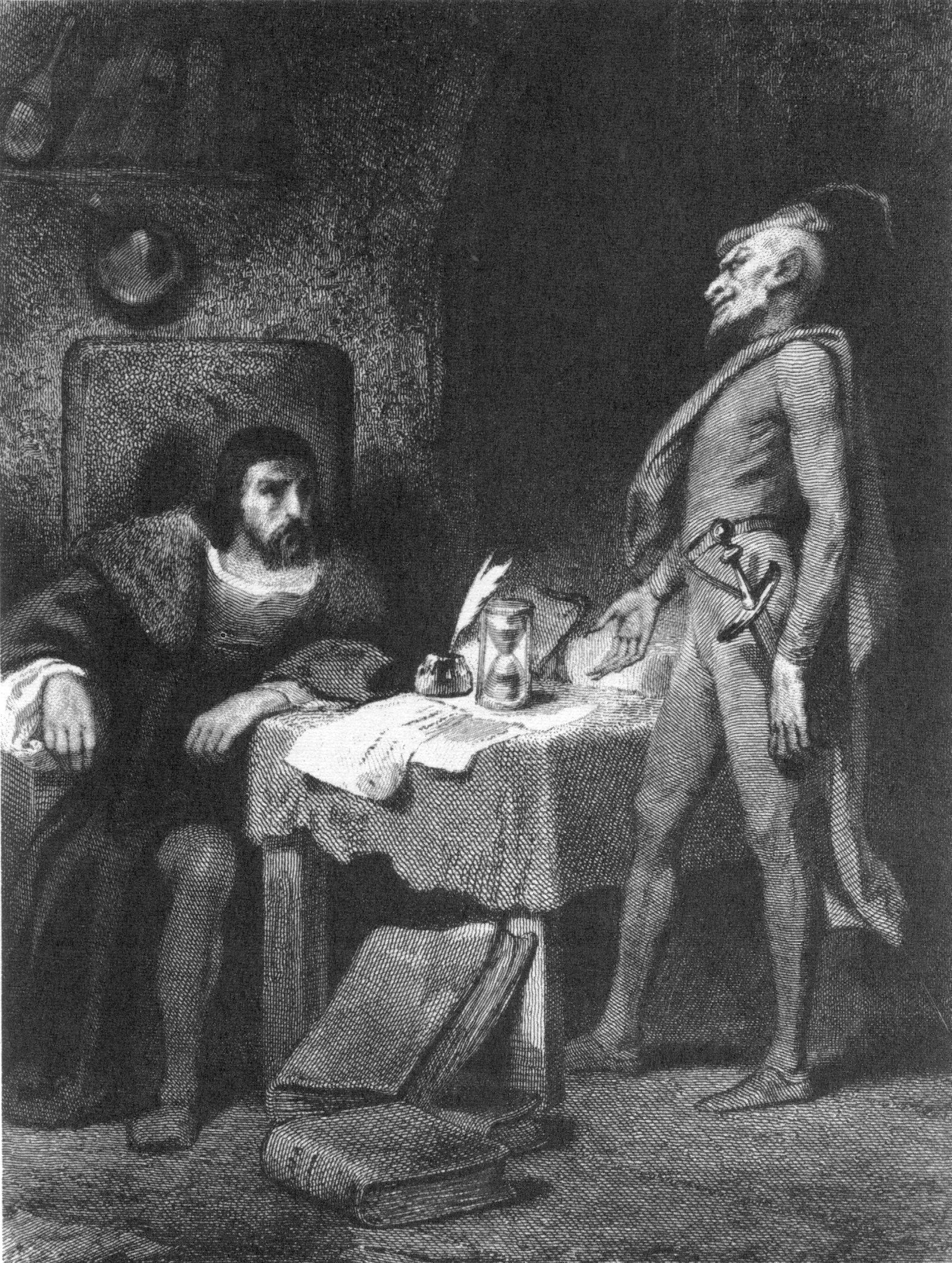
نقش لصورة فوستوس و مفستوفيليس

## الشخصيات
| - الدكتور فوستوس - الجوقة - واغنر (خادم الدكتور فوستوس) - ملاك الخير - ملاك الشر - فالديس - كورنيليوس - ثلاثة علماء - لوسيفر - مفستوفيليس (وهو أحد الشياطين السبعة الرئيسيين) - روبن - بعلزبول - السبع خطايا المميتة - ريتشارد الصغير - أدريان السادس - ريموند، ملك المجر - برونو - اثنين من الكرادلة - رئيس أساقفة ريميس | - الرهبان - الخمار - مارتينو - فريدريك - بنفوليو - شارل الخامس - دوق ساكسونيا - جنديين - الجواد الحصان - سائق الكارة - مضيفة الحانة - دوق ودوقة فنهولت - خادم - رجل عجوز - الملك الفارسي داريوس - الإسكندر الأكبر - العشيق الاسكندر - هيلين طروادة - الشياطين - زمار |

## بنية المسرحية
المسرحية مؤلفة بالشعر المرسل والنثر في ثلاثة عشر مشهداً (نسخة عام 1604) أو عشرين مشهد (نسخة عام 1616).
تم الالتزام بالشعر المرسل إلى حد كبير في المشاهد الرئيسية في حين استخدم النثر في المشاهد الكوميدية. تقسم النصوص الحديثة المسرحية إلى خمسة فصول؛ حيث الفصل الخامس هو الأقصر. كما هو الحال في العديد من المسرحيات الإليزابيثية، هناك الجوقة (تعتبر بمثابة الراوي)، التي لا تتفاعل مع الشخصيات الأخرى بل توفر مقدمة وخاتمة للمسرحية، وفي بداية بعض الفصول، تقوم بتقديم بعض الأحداث التي كشفت.

## ملخص

### فوستوس يتعلمالنكرومانسية
كمقدمة، تقوم الجوقة بتقديم القارئ إلى فوستوس وقصته حيث يتم وصفه بأنه «قاعدة الأسهم». ومع ذلك، فهو قادرعلى أن يصبح طبيباً. خلال هذه الافتتاحية، يحصل القارئ على أول دليل على سبب سقوط فوستوس. يتم الربط بين قصة فوستوس وقصة إيكاروس الذي طار قريباً جداً من الشمس وسقط ومات عندما أذابت الشمس جناحيه الشمعيين وذلك بمثابة التلميح إلى نهاية فوستوس وكذلك لفت انتباه القارئ إلى فكرة الغطرسة (الكبرياء المفرطة) والتي تتمثل في قصة ايكاروس، وفي نهاية المطاف قصة فوستوس.
يقوم فوستوس بالتعليق بأنه قد وصل إلى نهاية كل موضوع قد درسه وأنه يقدر المنطق باعتباره أداة للجدل أما الطب فهو بلا جدوى ما لم يسمح بإحياء الموتى والخلود. ويقدر القانون باعتباره يرتفع فوقه أما الألوهية فهي غير مجدية لأنه يشعر أن كل البشر يرتكبون المعصية وبالتالي فإن الذنوب التي يعاقب عليها بالإعدام تعقد منطق اللاهوت وهو ينبذه لأنه «أي مذهب يدعوك بهذا؟» " What doctrine call you this? Que sera, sera" (ما سوف يكون، يجب أن يكون).
فوستوس ينادي خادمه واغنر لاحضار فالديس وكورنيليوس، وهما اثنين من السحرة المشهورين. بعد أن يقوم فالديس وكورنيليوس بتعليم فوستوس كيفية استدعاء الشيطان، يظهر اثنان من الملائكة لفوستوس، ملاك الخير وملاك الشر ويقومان بإبداء وجهة نظريهما بشأن اهتمامه بالشيطان. على الرغم من أن فوستوس يقتنع بالعدول عن نواياه للحظات، ويصرح، «كيف أنا متخم بالغرور من هذا؟»، لكنه على ما يبدو هزم أمام الإمكانيات التي أتاحها السحر له. يعلن فالديس أن فوستوس قد كرس نفسه للسحر ويقول أنه إذا كرس فوستوس نفسه للسحر فيجب أن يتعهد بعدم دراسة أي شيء آخر، ويشير إلى أن أموراً عظيمة ممكنة في الواقع مع شخص ذا مكانة مثل فوستوس.
يلاحظ غياب فوستوس من قبل اثنين من العلماء الأقل إنجازات من فوستوس نفسه. ويطلبون من واغنر الكشف عن مكان فوستوس الحالي، وهو طلب ينفيه واغنر بغطرسة. ويخشى العالمان على فوستوس من التعمق في فن السحر ويغادران لإبلاغ الملك.
فوستوس يستدعي الشيطان بحضور إبليس والشياطين الأخرى على الرغم من أن فوستوس لا يعلم بحضورهم. بعد إنشاء دائرة سحرية والتحدث بتعويذة من خلالها تلغى معموديته ثم يرى فوستوس العفريت واقفاً أمامه ويدعى مفستوفيليس (وهو ممثل الشيطان نفسه). لا يقدر فوستوس على تحمل النظرات القبيحة للشيطان ويأمره بتغيير مظهره ثم يفخر فوستوس بمقدرته لدى رؤية طاعة الشيطان (عن طريق تغيير شكله). ويحاول فوستوس إلزام مفستوفيليس بخدمته ولكنه غير قادر على ذلك لأن مفستوفيليس (وهو أحد الشياطين السبعة الرئيسيين) يخدم بالفعل لوسيفر، أمير الأبالسة. يكشف أحد الشياطين السبعة الرئيسيين أيضا أنه ليست قوة فوستوس التي استدعته بل التبرؤ من الكتب المقدسة أدى إلى مجئ الشيطان للمطالبة بروحه.
مفستوفيليس يروي تاريخ إبليس والشياطين الأخرى في حين يقول بشكل غير مباشر لفوستوس أن جهنم ليس لها محيط وهي حالة ذهنية أكثر مما هي موقع مادي. تفضي استفسارات فوستوس عن طبيعة الجحيم ليجيب مفستوفيليس:«أوه، يا فوستوس أترك هذه المطالب التافهة التي تثير الرعب في روحي الضعيفة».

### الاتفاق مع لوسيفر
عن طريق استخدام أحد الشياطين السبعة الرئيسيين كرسول يعقد فوستوس صفقة مع إبليس: حيث يخصص لفوستوس 24 عام من الحياة على الأرض وخلال تلك الفترة سيكون أحد الشياطين السبعة الرئيسيين خادمه الشخصي والقدرة على استخدام السحر ولكن في نهاية المطاف سوف يعطي روحه لأبليس كثمن مقابل ذلك وقضاء ما تبقى من حياته ملعوناً في الجحيم. هذا العقد سوف يختم بدم فوستوس. بعد جرح ذراعه يلتئم الجرح إلهياً وتظهر الكلمات اللاتينية (Homo, fuge)(أهرب يا رجل). على الرغم من الطبيعة الدرامية لهذا التدخل الإلهي، فإن فوستوس يتجاهل المكتوب مع التأكيد على أنه ملعون بالفعل من خلال أفعاله وبالتالي فهو بعيد ولم يترك له مكان للفرار. يحضر مفستوفيليس الفحم لفتح الجرح مرة أخرى ليكون فوستوس قادراً على اتخاذ يمينه الذي كتب بدمه.

### إضاعة مهاراته
يبدأ فوستوس بسؤال مفستوفيليس مجموعة من الأسئلة العلمية ولكن الشيطان يبدو مراوغاً تماماً وينتهي بالعبارة اللاتينية " Per inoequalem motum respect totes" («من خلال الحركة الغير متساوية مع الأخذ بعين الاعتبار لكل شيء»). هذه الجملة ليس لها أدنى قيمة علمية، مما يعطي الانطباع بأن مفستوفيليس لا يمكن الوثوق به.
يعود ملاك الخير وملاك الشر لفوستوس: يحث ملاك الخير فوستوس على التوبة وإلغاء يمينه للوسيفر. وهذا هو أكبر خطأ من فوستوس طوال المسرحية: أنه أعمى عن خلاصه. على الرغم من أن مفستوفيليس أخبره في البداية ب «ترك هذه المطالب التافهة»، ومع ذلك بقي فوستوس مستمراً في إدانة روحه.
لوسيفر يحضر لفوستوس تجسيد للخطايا السبع المميتة ويفشل فوستوس في رؤيتهم كتحذيرات ويتجاهلهم.
من هذه النقطة حتى نهاية المسرحية، لا يفعل فوستوس شيئاً مجدياً بعد أن بدأ اتفاقه بموقف سيكون قادرا على فعل أي شيء، بدلا من ذلك يستخدم صلاحياته المؤقتة للنكات العملية مدركاً أنه تخلى عن روحه لا لسبب وجيه. يظهر فوستوس للعلماء ويحذرهم أنه ملعون ولن يطول أمره على الأرض ثم يلقي خطاباً حول كيفية لعنته وفي نهاية المطاف يبدو تائباً عن أفعاله. يأتي مفستوفيليس لقبض روحه، ويخبر القارئ أنه خرج مرة أخرى إلى الجحيم معه.

### الإدانة
في نهاية المسرحية، تحمل الشياطين فوستوس من على خشبة المسرح. في 'النص B' في وقت لاحق من المسرحية هناك المشهد [V.iii] حيث يكتشف ثلاثة علماء رفات فوستوس المتناثرة في أرجاء خشبة المسرح: ويؤكدون أن فوستوس كان ملعوناً، يصرح أحد العلماء أن الشياطين قد مزقته إرباً. يقول مفستوفيليس لفوستوس في 'النص A' «ما أنت يا فوستوس، سوى رجل حكم عليه بالموت».